# Il Messaggero
Il Messaggero, fundat el 1878, és un diari històrit italià amb seu a Roma, propietat de Caltagirone Editore. És el vuitè quotidià italià en tiratge. i el més venut a la capital. La seva seu històrica és a la via del Tritone 152, en un edifici de començaments del segle xix.

## Història
Il Messaggero es va fundar el desembre de 1878. L'1 de gener de 1879 es va publicar el primer número d' Il Messaggero sota la direcció de Luigi Cesana. El diari pretenia ser el diari dels diaris i proporcionar als seus lectors totes les opinions i tots els esdeveniments. Els primers quatre exemplars del document es van lliurar com a mostres gratuïtes als subscriptors del diari Il Fanfulla.
Des dels seus inicis, Il Messaggero ha estat propietat de diferents empreses. Un dels antics propietaris és Montedison a través del grup Ferruzzi. El 1996 el diari fou adquirit per Francesco Gaetano Caltagirone. Va fundar Caltagirone Editore el 1999. L'empresa és l'accionista majoritari del diari del qual en té el 90%. Entre els seus dirigents hi ha Azzurra Caltagirone, parella del líder polític Pierferdinando Casini, al consell d'administració. La companyia també posseeix el Corriere Adriatico i Il Mattino. L'editor del diari és Il Messaggero S.p.A.
Il Messaggero és publica en format paper i té la seu a Roma. A més de la seva edició nacional, el document té 12 edicions locals, incloses les de les regions del Laci, Úmbria, Marques, Abruços i Toscana. El diari té una orientació política de centre-esquerra.

## Circulació
El tiratge d' "Il Messaggero" de 1988 va ser de 370.000 exemplars. Va ser el sisè diari italià més venut el 1997 amb una tirada de 256.400 exemplars. El diari va tenir una tirada de 288.000 exemplars el 1999.
El 2000 el tiratge del diari va ser de 292.000 exemplars. La seva difusió va ser de 293.000 exemplars el 2001 i de 258,538 còpies el 2002. La circulació del diari va ser de 252.000 exemplars el 2003 i de 240,778 còpies el 2004. La seva difusió va ser de 230,697 còpies el 2005. Va baixar a 216,000 còpies el 2007.
El 2012 Il Messaggero va vendre 91,012,767 còpies.